# Арнем-Ленд
А́рнем-Ленд, А́рнемленд, А́рнхемленд (англ. Arnhem Land) — полуостров на севере Австралии, выделяется в отдельный регион. На полуострове находится Национальный парк Какаду, являющийся объектом всемирного наследия. Мэтью Флиндерс назвал полуостров по названию голландского судна «Арнем» (нидерл. De Arnhem), названного в свою очередь по городу Арнем. В 1623 году судно «Арнем» исследовало побережье полуострова.
В разных традициях существует разное понимание границ Арнем-Ленда.
В англоязычной традиции под Арнем-Лендом обычно понимается северо-восточная часть Северной территории, либо с включением Национального парка Какаду (тогда западная граница проходит примерно по реке Мэри), либо без него (тогда западная граница проходит по восточной границе парка (нижнее течение реки Ист-Аллигейтор до меридиана 133° и далее по нему на юг; показано на карте справа). На востоке Арнем-Ленд в обоих случаях доходит до залива Карпентария, а южной границей в основном является река Ропер. Административно он разделён (в расширенном варианте) между графствами Уэст-Арнем и Ист-Арнем и северной частью Ропер. Площадь около 97 тысяч квадратных километров, население 16 230 человек (2007 год).
В советско-российской традиции под Арнем-Лендом обычно понимается практически вся северная часть Северной территории, от реки Дейли на западе до залива Карпентария на востоке. В таком понимании город Дарвин — столица Северной территории — находится на северо-западе Арнем-Ленда. Омывается Тиморским морем, Арафурским морем и его заливом Карпентария.

## География
Поверхность — полого-холмистое плато высотой от 180 м на севере до 400 м на юге, расчленённое реками на останцовые массивы; на севере обрамлено широкой равниной, круто обрывающейся к морю. Берега сильно изрезаны.
В долинах рек — влажные тропические леса, на наветренных склонах гор и на вершинах массивов растительность представлена эвкалиптовыми лесами и саваннами. Месторождения уранорадиевых руд (Рам-Джангл).

## Языки
Для региона характерно исключительное языковое разнообразие, сравнимое только с северной частью Новой Гвинеи. На нём представлено 7 из 14 языковых семей австралийских языков и около 8 изолированных и неклассифицированных языков.